# Muziekinstrumentenmuseum (term)

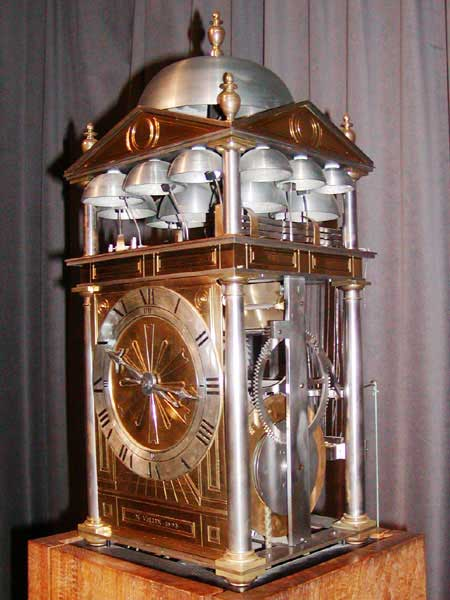
Replica van een Engelse speelklok uit 1598 in het Museum Speelklok in Utrecht

Een muziekinstrumentenmuseum is een museum gewijd aan muziekinstrumenten. Het grootste museum op dit gebied is het Musical Instrument Museum in Phoenix, Arizona dat 13.000 exemplaren in zijn collectie heeft. Het Muziekinstrumentenmuseum in Brussel heeft 8.000 exemplaren.
In Nederland is Museum Vosbergen in Eelde op dit moment het enige museum dat een collectie niet-automatische muziekinstrumenten toont. De collectie omvat ca. 750 instrumenten in historisch perspectief: de ontwikkeling staat centraal. Het oudste instrument is een Griekse aulos (dubbelschalmei) daterend van 3000-500 v.Chr., een van de zeer zeldzame restanten van instrumenten uit de klassieke oudheid. Verder zijn er instrumenten vanaf de barok tot heden.

## Galerij
Het volgende overzicht toont verschillende muziekinstrumenten uit het Musée de la musique in Parijs.

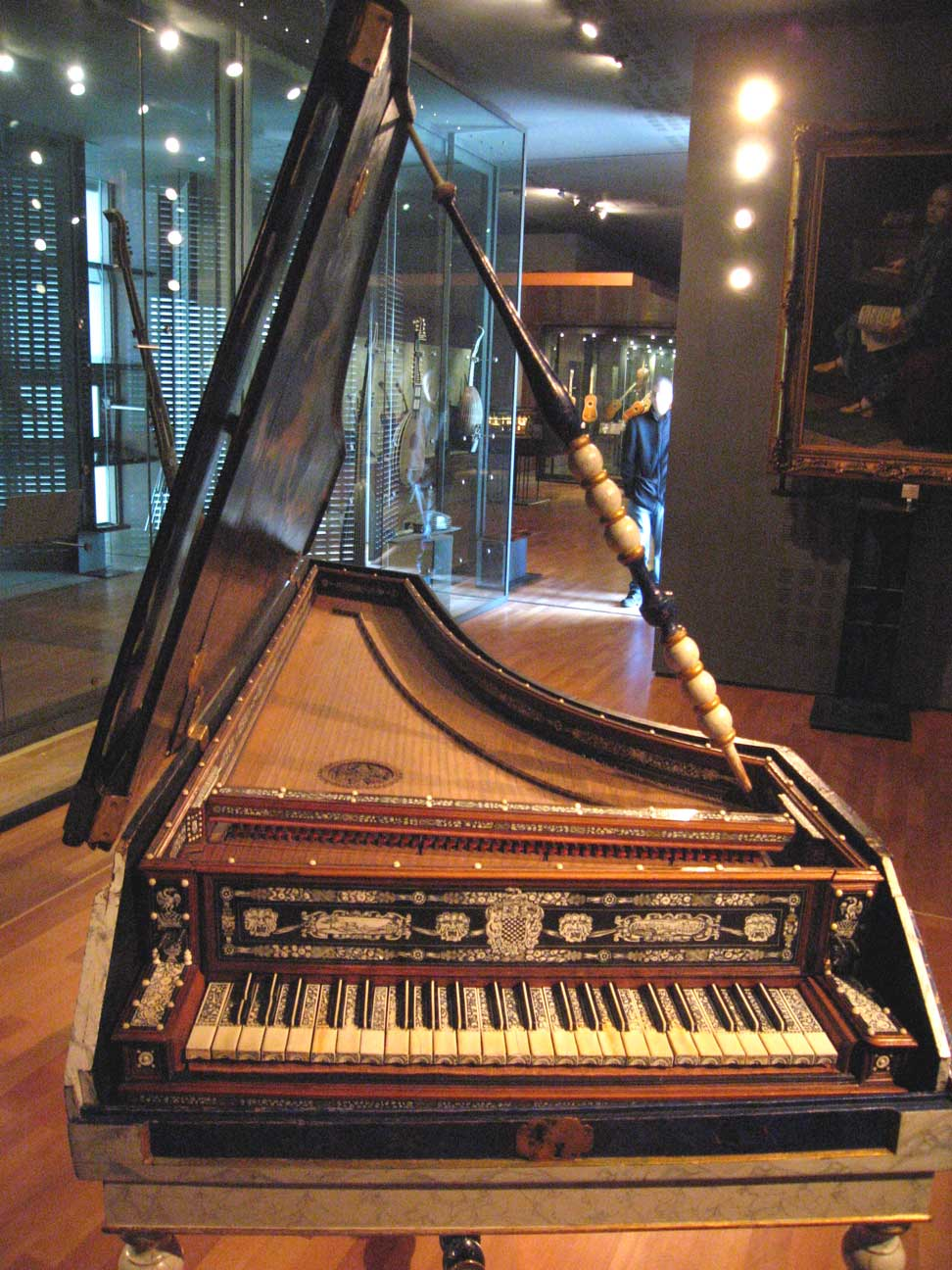
Klavecimbel, 1677, Bologna, Italië
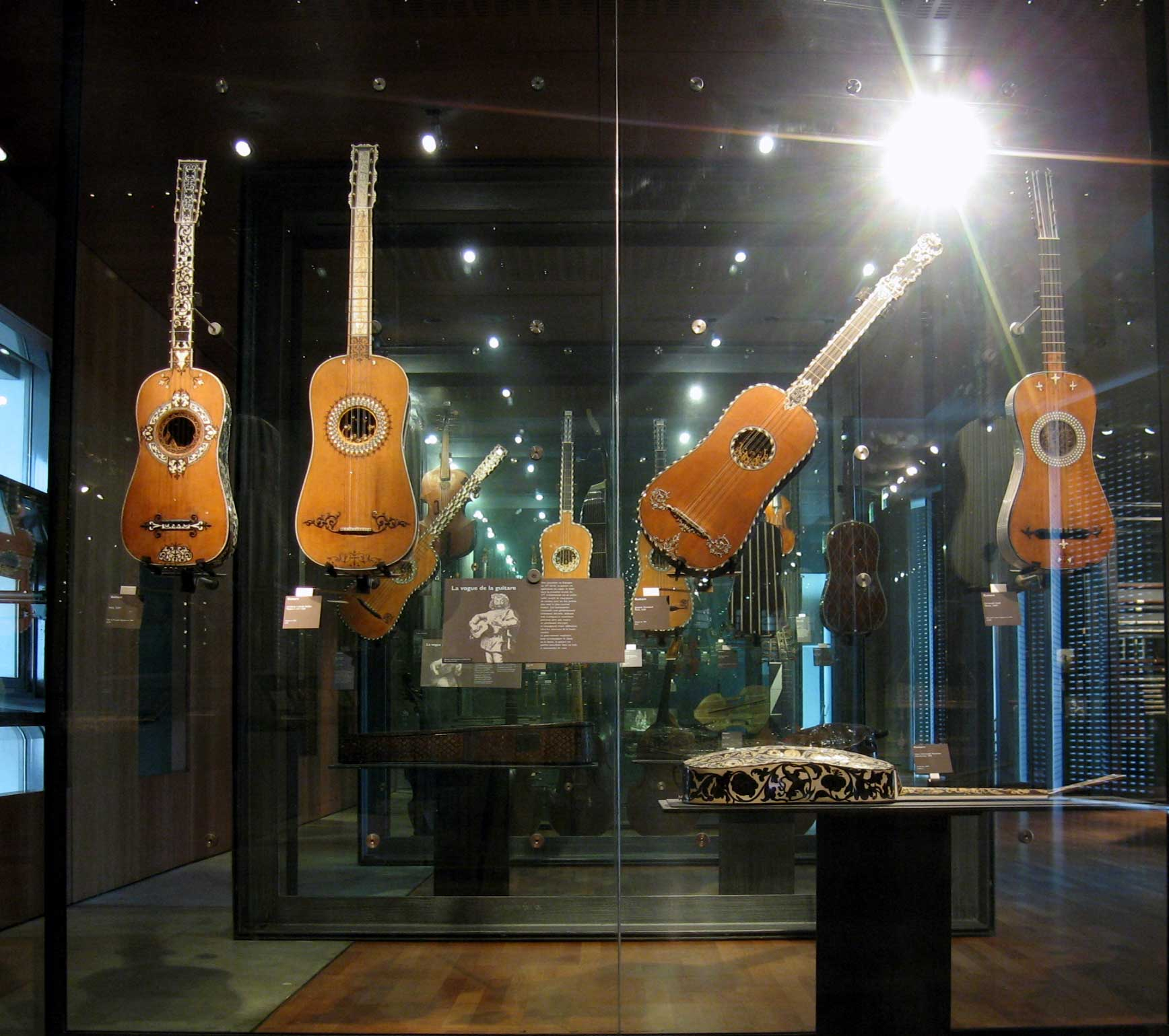
Gitaren uit de 17e eeuw
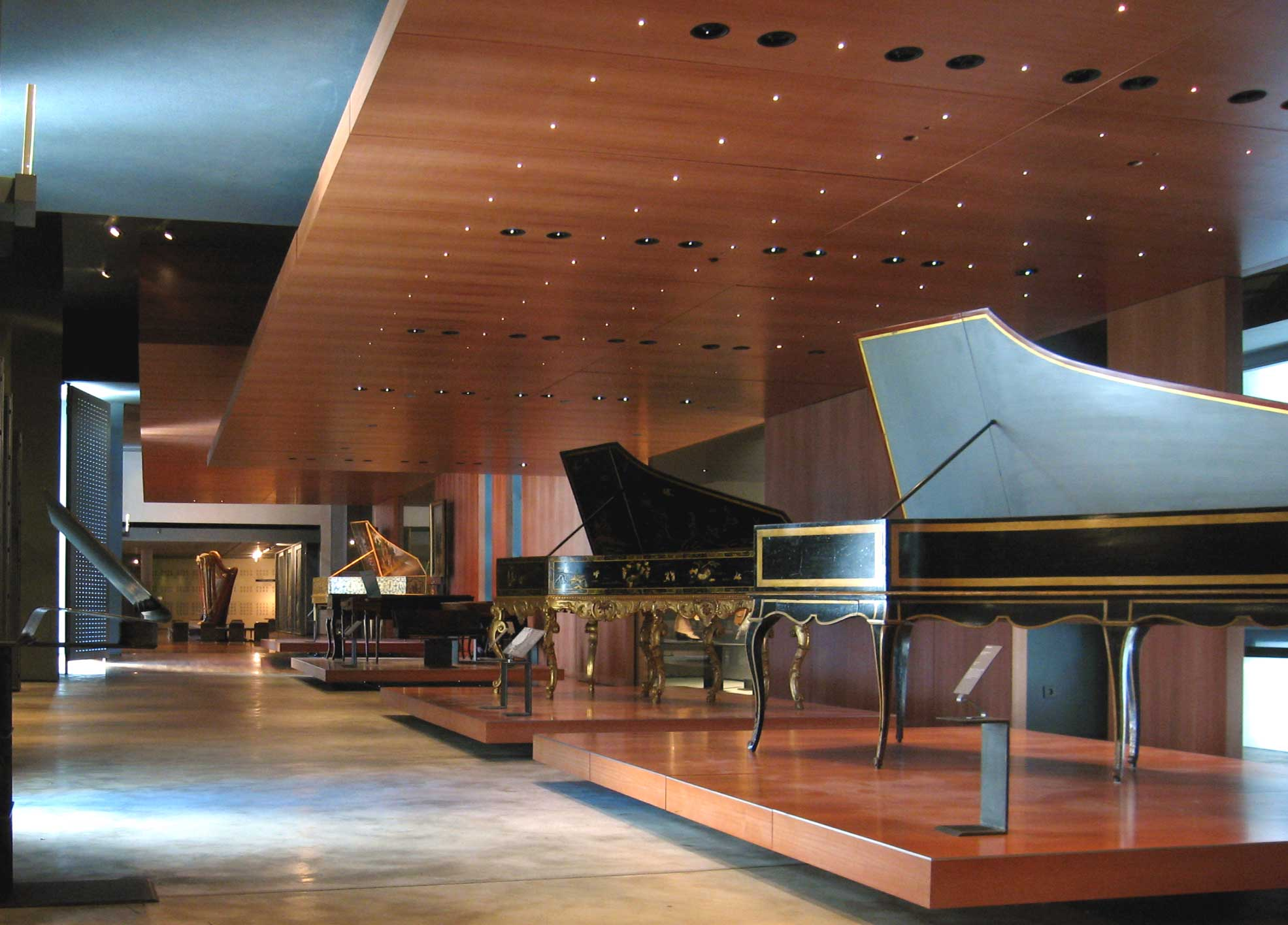
Klavecimbels uit de 18e eeuw
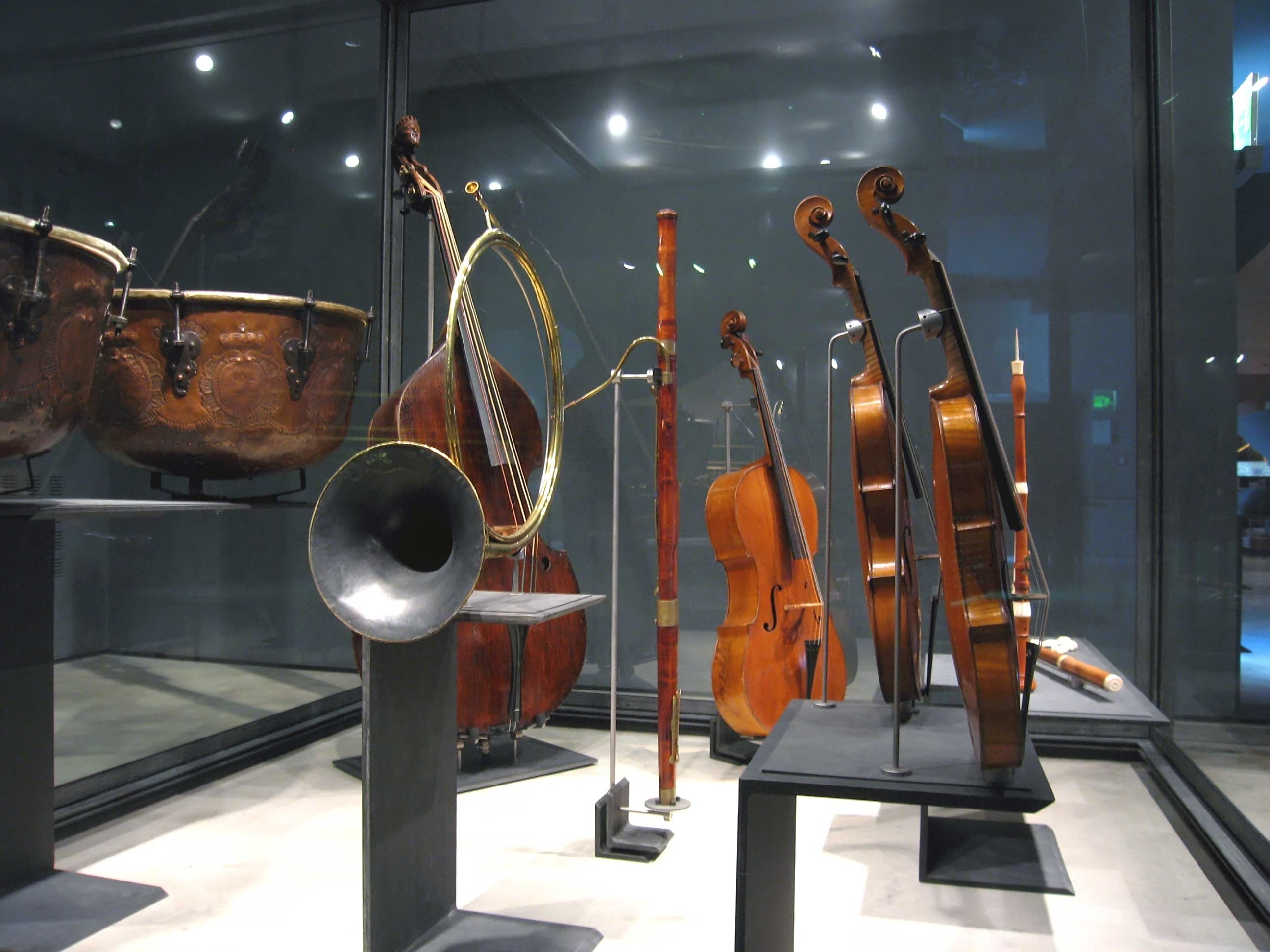
Instrumenten uit de 18e eeuw
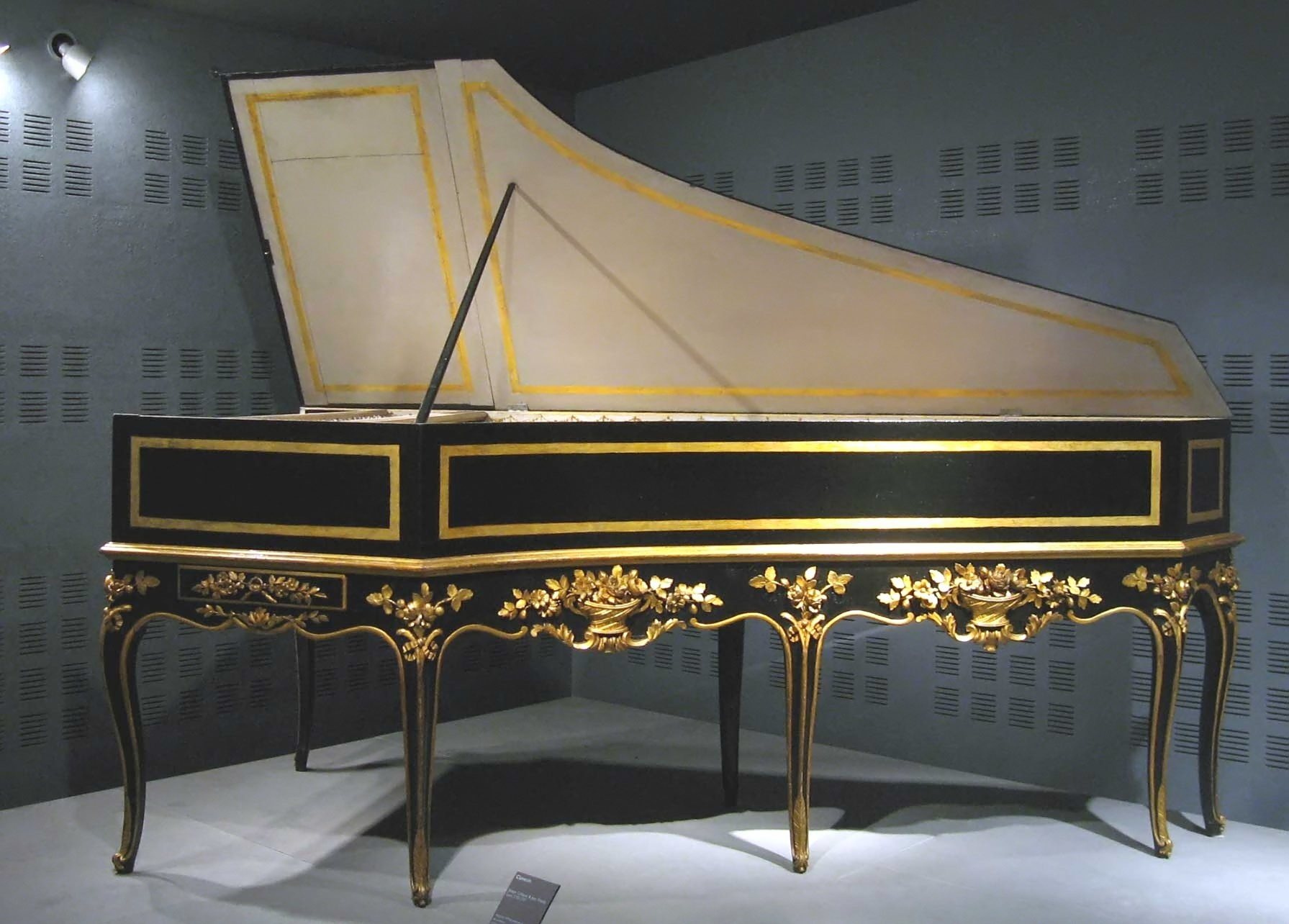
Klavecimbel, Joseph Collesse en Jean Franky (Lyon 1775/1777)
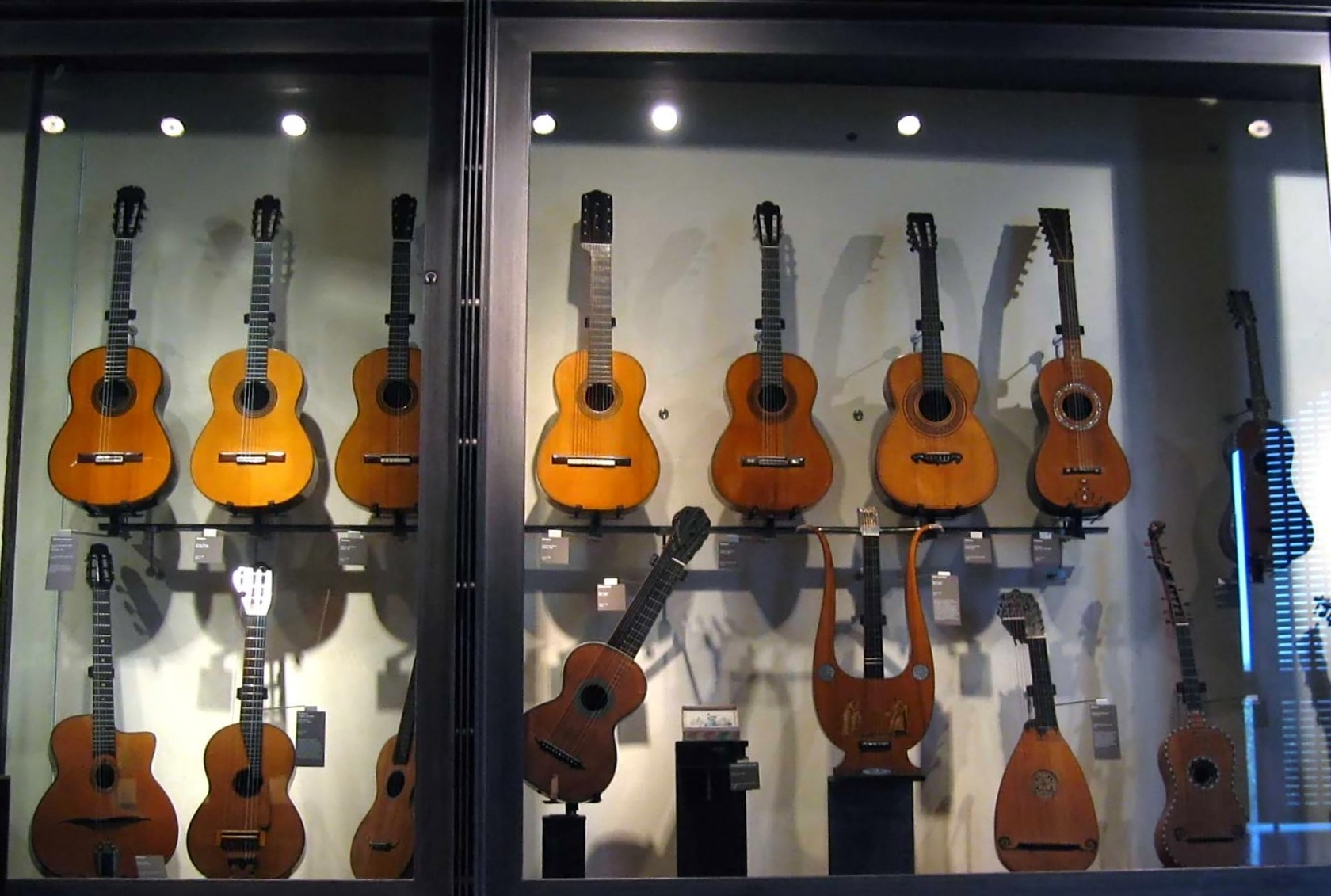
Gitaren
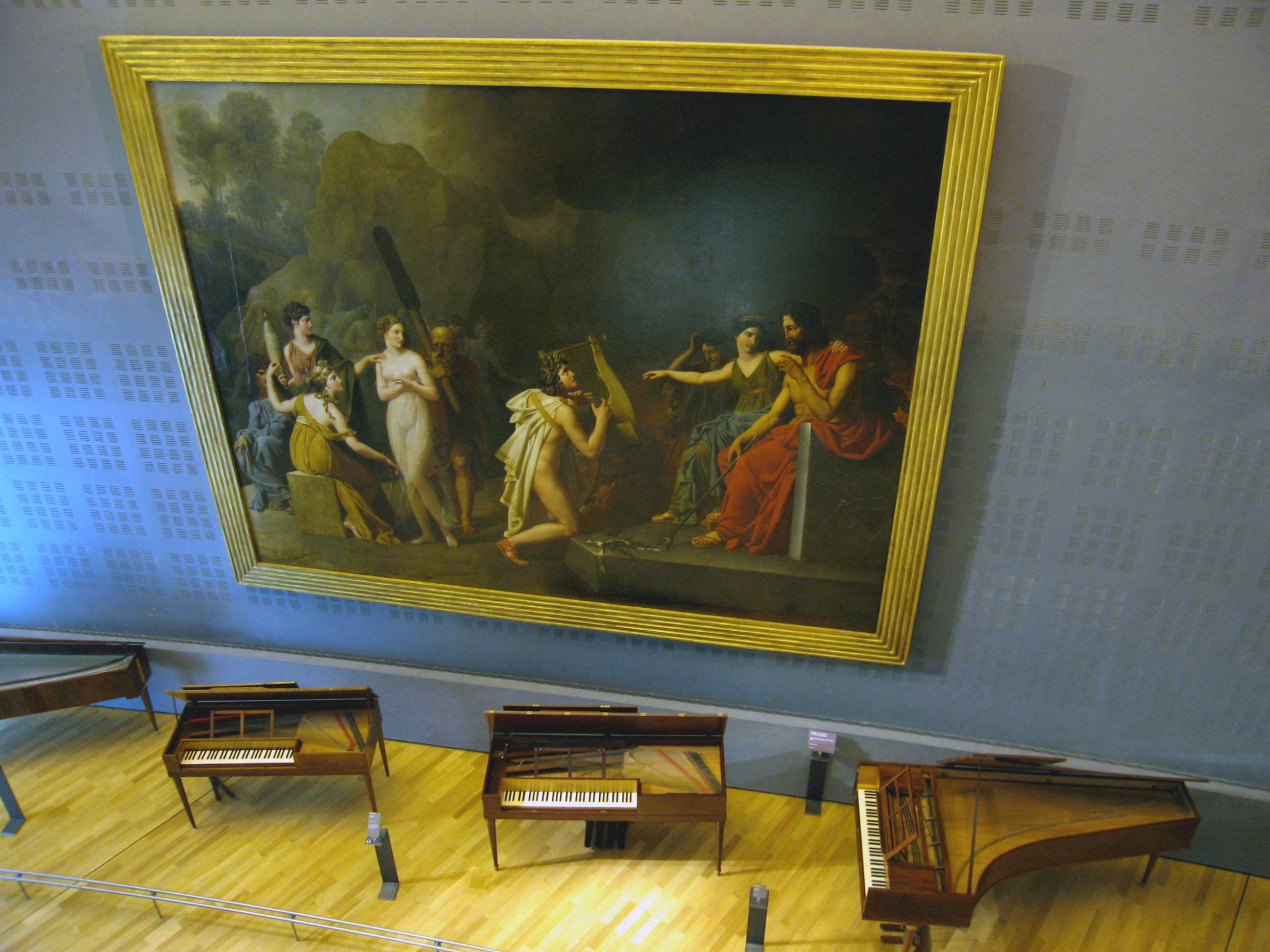
Pianofortes, 19e eeuw